# Người máy tia chớp
Người máy tia chớp hay Ace Lightning là một bộ phim truyền hình dạng siêu anh hùng, xuất phẩm giai đoạn 2002–2004 tại quần đảo Anh và Bắc Mỹ.

## Lịch sử
Ý tưởng sơ khởi sản xuất bộ phim chỉ nhằm quảng cáo cho video game cùng tên với kinh phí rất hạn hẹp. Tuy nhiên, thành công bất ngờ trên chỉ số rating đã buộc nhà sản xuất phải thực hiện tiếp phần hai với nhiều tình tiết cùng tạo hình nhân vật phức tạp hơn trước.

## Nội dung
Một thiếu niên Anh tên Mark Hollander vừa cùng gia đình chuyển tới thị trấn Mỹ tên Conestoga Hills. Trong những ngày buồn chán liên tiếp vì chưa thích nghi với chỗ ở mới hoang vắng hơn quê nhà, cậu vùi đầu chơi game Ace Lightning and the Carnival of Doom (Người máy tia chớp và lễ hội hóa trang).
Một tối, cột ăng ten trên mái nhà bị chập điện khiến các nhân vật trong game đua nhau thoát ra ngoài. Từ đó, Mark cùng cậu béo Chuck Mugel, bạn gái Kat Adams cùng thầy Cheseborough phải liên kết để yểm trợ Người Chớp chống lại chúa tể Fear và bọn lâu la quỷ quái.

## Nhân vật
- Mark Hollander (Thomas Wansey)[2]
- Chuck Mugel (Marc Minardi)[3]
- Samantha Thompson (Shadia Simmons)[4][5]
- Kat Adams (Ashley Leggat)[3][6][7]
- Pete Burgess (Devon Anderson)
- Wayne Fisgus (Jorgan Hughes)
- Jessica Fisgus (Megan Park)
- Brett Ramirez (Brandon Carrera)
- Heather Hoffs (Petra Wildgoose)
- Simon và Fiona Hollander (Ned Vukovic và Susan Danford)
- Ashley Hollander (Kayla Perlmutter)
- Rick Hummel (Brett Heard)
- Thầy Cheseborough (R.D. Reid)
- Nettie Kutcher (Diane Douglass)
- Huấn luyện viên (David Huband)

### Đội Tia Chớp
- Ace Lightning (Michael Riley)[8][9]
- Sparx (Deborah O'Dell)
- Random Virus (Cathal J. Dodd)

### Băng Quỷ Quái
- Chúa tể Fear (Juan Chioran)
- Đầu Gậy (Michael Lamport)
- Kilobyte (Ted Atherton)
- Lady Illusion (Tamara Bernier Evans)
- Anvil (Howard Jerome)
- Mặt Lợn (Keith Knight)
- Chuột Chù (Adrian Truss)
- Googler (Richard Binsley)
- Rotgut (Robert Tinkler)
- Duff Kent (Philip Williams)
- George Wayne khổng lồ

## Sản xuất
Chương trình này được BBC và Alliance Atlantis phát triển với Rick Siggelkow là giám đốc sản xuất và người tạo ra chương trình, và Jim Corston là biên kịch chính. Ban đầu, cốt truyện của chương trình kể về một siêu anh hùng trong truyện tranh nhưng nó đã bị thay đổi do trẻ em chơi trò chơi điện tử như một thú tiêu khiển hơn là đọc truyện tranh. Mark lấy cảm hứng từ bản ngã thay thế của Người Nhện Peter Parker. Bộ phim được sản xuất trước trong hai năm và mất một năm rưỡi để hoàn thành mùa đầu tiên.
Matt Ficner đã thiết kế các nhân vật do máy tính tạo ra cho bộ phim này, đồng thời lồng tiếng cho Zip và Snip trong mùa đầu tiên. Bộ phim được quay ở Toronto vào năm 2001 từ ngày 23 tháng 6 đến ngày 22 tháng 11 năm đó.

## Đón nhận
Theo đánh giá hàng năm 2003–2004 về các sản phẩm dành cho trẻ em của BBC Worldwide, loạt phim này đã thành công và được dịch sang các ngôn ngữ khác nhau và 40 quốc gia, đạt được xếp hạng cao tại nước Mỹ trên kênh DIC Kids Network. Bộ phim đã nhận được trung bình 1,2 triệu người xem trong mùa đầu tiên phát sóng tại Vương quốc Liên hiệp Anh.
Tuy nhiên, một cuộc tranh luận xã hội đã xảy ra vào năm 2004 liên quan đến nội dung của loạt phim liên quan đến Đạo luật Truyền hình dành cho Trẻ em. Nhà phân tích truyền hình dành cho trẻ em Dale Kunkel, giáo sư truyền thông tại Đại học Arizona, đã mô tả loạt phim này và  Stargate Infinity là "phản xã hội". Những ý kiến này được các nhóm hoạt động xã hội chia sẻ gồm United Church of Christ và Center of Digital Democracy, coi cả hai chương trình là bạo lực. Cựu Giám đốc điều hành của DIC Entertainment là Andy Heyward đã lên tiếng bảo vệ Ace Lightning, rất coi trọng yêu cầu giáo dục cho mỗi tập phim. Heyward cũng nhận được sự ủng hộ của Donald F. Roberts do ông tin rằng những mô tả do các nhà hoạt động xã hội đưa ra đã "mô tả sai" loạt phim mà họ đang công kích.

## Game chuyển thể
Tựa game chuyển thể có tên Ace Lightning được phát hành trên PlayStation 2, Microsoft Windows và Game Boy Advance vào ngày 25 tháng 10 năm 2002. Trò chơi này do hãng Absolute Studios và Tiertex Design Studios phát triển, và bộ phận game Gamezlab của BBC Worldwide đảm nhận việc phát hành. Trò chơi này chỉ được phát hành ở châu Âu mà thôi.